# کچینا

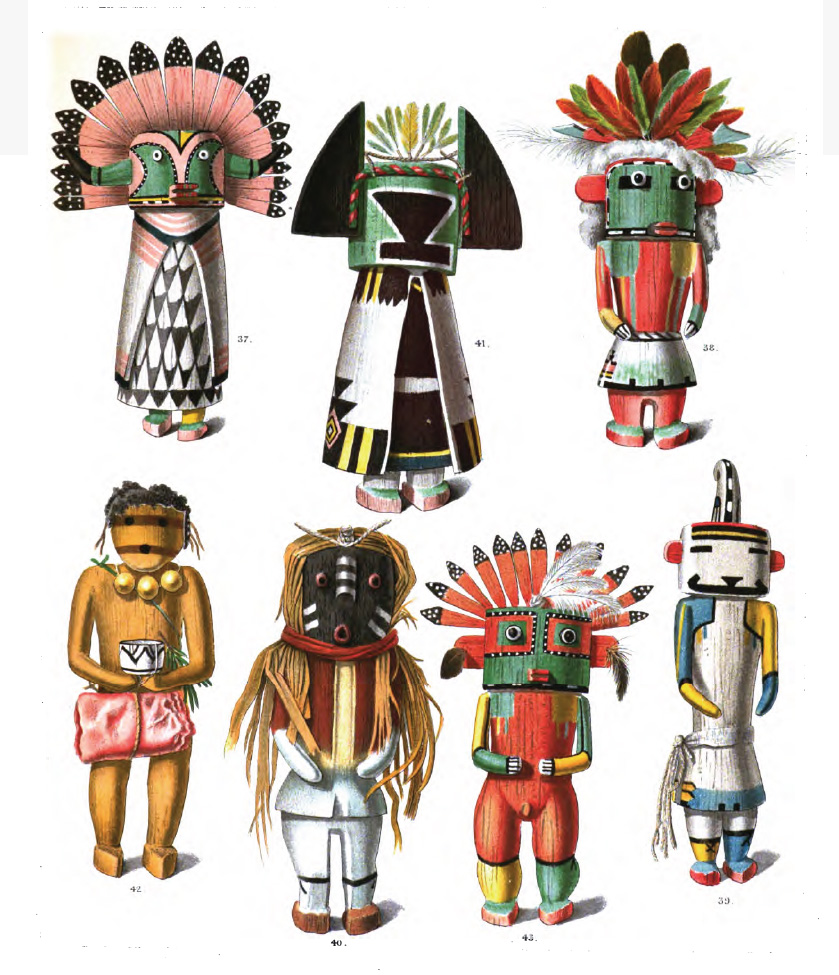
نگاره‌هایی از عروسک‌های کچینا از یک کتاب مردم‌شناسی در سال ۱۸۹۴.

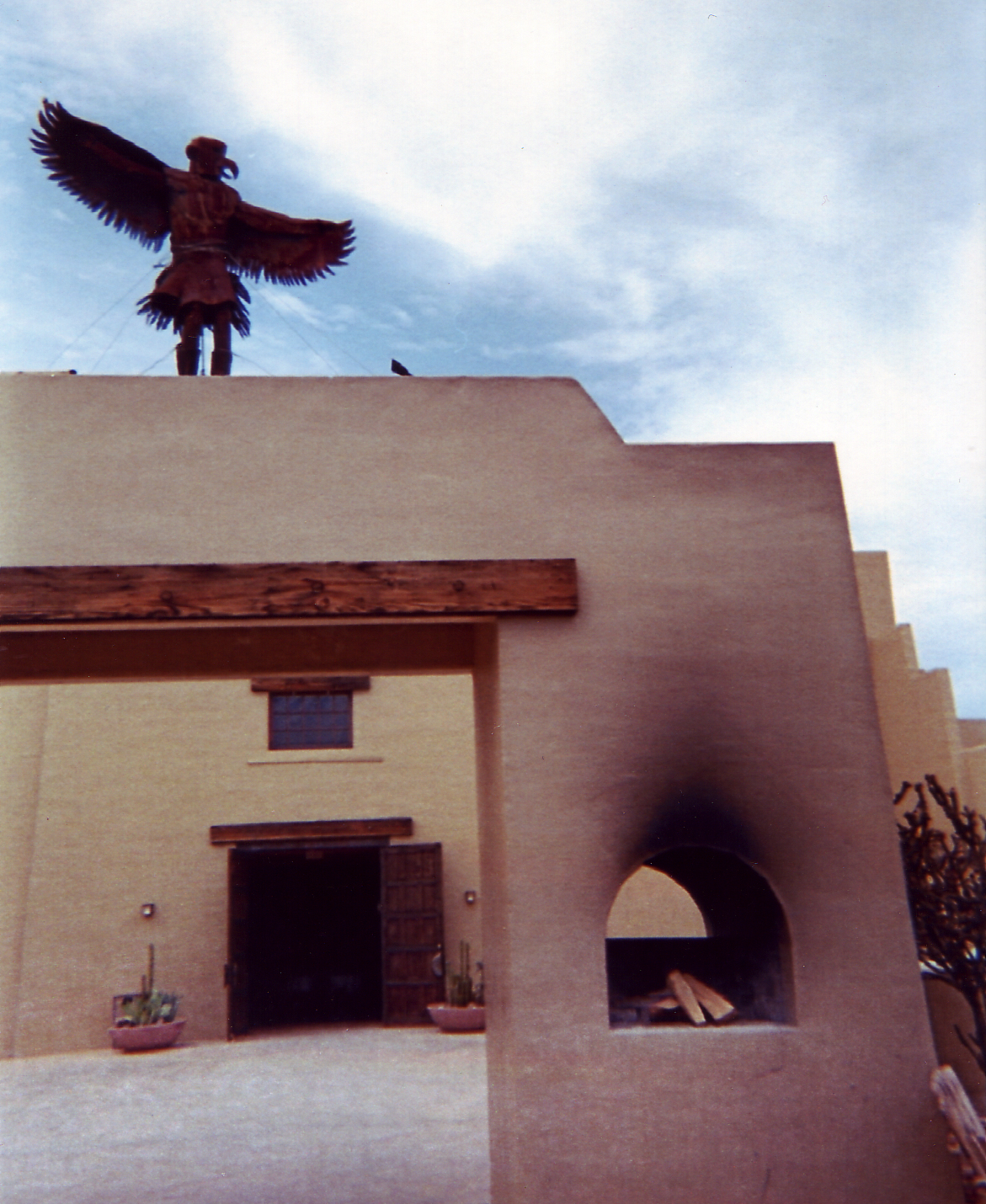
تندیس فلزی یک رقصنده کچینا در حفاظتگاه سرخ‌پوستان در کِیرفری آریزونا، آمریکا.

در باور سرخپوستان پوئبلو در جنوب غربی آمریکای شمالی، کچینا (kachina) روح نقاب‌دار طبیعت، یا روان نیاکان هوپی، زونی و دیگر اقوام پوئبلو است. از کچینا خواسته می‌شود تا به عنوان میانجی میان خدایان و مردم عمل کند و باعث بارش باران بر زمین شود.
کچیناها عمدتاً به صورت عروسک‌های خراطی‌شده و رنگارنگ هوپی شناخته شده‌اند که فقط مرد ها می توانند ان لباس را بپوشند.

## داستان کچینا
پیش‌زمینه باور مردم هوپی به کچینا این داستان است که از قدیم بازگو شده‌است:
«داستان این‌که کچینا چگونه نزد مردم هوپی آمدند مدت‌ها پیش در یک روستای باستانی شروع شد که سال‌های زیادی با خشکسالی و گرسنگی روبه‌رو بود. رفته رفته خوراک داشت به پایان می‌رسید و مردم می‌مردند. زمانی که امیدی به‌جا نمانده بود کچینا که رنج مردم را دیدند برای آن‌ها دلسوزی کردند. کچینا تصمیم گرفتند به شکل آدمیزاد درآمده و از طریق دعا و آواز و رقص به مردم برای باراندن ابرها، رویاندن گیاهان خوراکی، و درمان بیماران کمک کند.
مردم که پیش از این کچیناها را ندیده بودند ترسیدند که شاید بدخواه باشند و تجمع کرده و سلاح به‌دست گرفتند و سعی کردند کچیناها را برانند. کچیناها اما از طریق رقص و آواز برای مردم برکت آوردند و هدایا و غذا و باران همراه آوردند.
مردم هوپی هم به خاطر سپاس‌گزاری از کچیناها از آن‌ها خواستند عضو قبیله‌شان شوند و به این صورت همگی کنار هم سال‌ها در آن دهکده زندگی کردند. اما مردم که سیر و آسوده شده‌بودند بعد از مدتی تنبل شدند و با غفلت‌های خود باعث شدند تا علف‌های هرز زمین‌ها را بپوشاند، بی‌بندوباری گریبانگیر همسران شود و پیران فراموش شوند. کودکان تنها ماندند و خانه‌ها رو به ویرانی نهاد.
کچیناها که نتیجه زندگی در کنار مردم هوپی را دیدند از این‌که در زندگی مردم مداخله کرده‌بودند پشیمان شده و مردمان را ترک کردند. مردم به کچیناها التماس کردند که بمانند اما تاثیری نداشت. پیش از رفتن اما، کچیناها به مردم روش آماده کردن قربانی‌ها، پوشیدن جامه‌های آیینی در مراسم، و رقص و آواز و شیوه مهار عناصر طبیعی را آموختند. هرگاه که این آیین‌ها به‌درستی انجام شوند روان‌های راستین نیایش‌های خود را به ایزدهای برتر تقدیم می‌کند و از این طریق ابرها را بارانده، برداشت محصولات را افزایش داده، و برای همه مردم دنیا شادی و تندرستی به ارمغان می‌آورند.»